# Мадс Педерсен
Мадс Педерсен (дан. Mads Pedersen; Телесе, 18. децембар 1995) дански је професионални бициклиста који тренутно вози за UCI ворлд тур тим Лидл—трек. Освојио је три пута Гент—Вевелгем, два пута Денмарк рунт, док је по једном освојио Свјетско првенство у друмској вожњи, Кирн—Брисел—Кирн, Тур де л’Еурометрополе, првенство Данске у друмској и у вожњи на хронометар, Хамбург сајкласик, класификацију по поенима на Вуелта а Еспањи и класификацију по поенима на Ђиро д’Италији, гдје је остварио пет етапних побједа, док је на Тур де Франсу остварио двије, а на Вуелта а Еспањи три.

## Каријера
У августу 2016. потписао је уговор са тимом Трек—сегафредо до 2018. године, гдје је почео професионалну каријеру. Прве сезоне у тиму, освојио је првенство Данске у друмској вожњи, а затим и трку Денмарк рундт уз једну етапну побједу и освојену класификацију по поенима и за најбољег младог возача. Исте године возио је своју прву гранд тур трку — Ђиро д’Италију, а средином августа освојио је трку Тур Поиту—Шаренте, уз једну етапну побједу и освојену класификацију за најбољег младог возача. Године 2018. освојио је Тур де л’Еурометрополе трку, док је Ронде ван Фландерен завршио на другом мјесту, иза Никија Терпстре, поставши најмлађи возач који је завршио Ронде на подијуму у последњих 40 година.
Године 2019. освојио је Свјетско првенство у друмској вожњи, побиједивши у спринту Матеа Трентина и Стефана Кинга, поставши први Данац који је освојио друмску трку на Свјетском првенству, шест година након што је завршио на другом мјесту, иза Метјуа ван дер Пула на Свјетском првенству за јуниоре. Његова побједа описана је као једно од највећих изненађења. На крају сезоне добио је награду за данског спортисту године. Године 2020. возио је Тур де Франс по први пут, гдје је прву етапу завршио на другом мјесту, иза Александера Кристофа и носио је бијелу мајицу за најбољег младог возача на другој етапи. У наставку сезоне освојио је Гент—Вевелгем и класификацију по поенима уз једну етапну побједу на Бинкбанк туру, који су били одложени због пандемије ковида 19. Године 2021. освојио је Кирн—Брисел—Кирн, док је Денмарк рундт завршио на другом мјесту, уз једну етапну побједу и освојену класификацију по поенима, након чега је остварио једну етапну побједу на Тур оф Норвеј трци.
Године 2022. остварио је етапну побједу и освојио је класификацију по поенима на Етоил де Бесеж трци, након чега је остварио по једну побједу на Париз—Ници и Тур оф Белгијум трци. Прве три етапе на Тур де Франсу вожене су у Данској, а у спринту на другој етапи завршио је на трећем мјесту. Прву побједу на Туру остварио је на етапи 13, када је добио и награду за најагресивнијег возача. У финишу сезоне, остварио је три етапне побједе и освојио је класификацију по поенима на Вуелта а Еспањи. Године 2023. остварио је по једну етапну побједу на Етоил де Бесеж трци и на Париз—Ници, након чега је Милано—Санремо завршио на шестом, Ронде ван Фландерен на трећем, а Париз—Рубе на четвртом мјесту. У мају је возио Ђиро д’Италију први пут послије четири године и остварио је побједу на шестој етапи, након што је група достигла Алесандра де Маркија и Сајмона Кларка на 300 метара до циља, чиме је постао 105 возач који је остварио побједе на све три гранд тур трке и други Данац који је то постигао. На почетку 2024. освојио је Етоил де Бесеж трку, уз једну етапну побједу и класификацију по поенима, након чега је освојио Тур де ла Провенс, гдје је остварио три побједе на четири етапе и освојио је класификацију по поенима. Дана 16. марта возио је Милано—Санремо, гдје је Тадеј Погачар напао на 6,3 km до циља на успону Пођо ди Санремо, што су пратили Ван дер Пул, Алберто Бетиол и Филипо Гана, а послије новог напада пратио га је само Ван дер Пул. Нису хтјели да раде заједно и на спусту их је достигла група од десет возача у којој је био и Педерсен. Матео Собреро је напао на 1,1 km до циља, а његово убрзање је искористио Том Пидкок, који је напао на километар до циља и отишао од Собрера, али је достигнут на мање од 100 метара до циља, након чега је у спринту побиједио Јаспер Филипсен, док је Педерсен завршио на четвртом мјесту, иза Мајкла Метјуза и Погачара. Десет дана касније возио је Гент—Вевелгем, гдје се група раздвојила након напада Ван дер Пула на 140 km до циља. Џонатан Милан је напао на 80 km до циља, а затим је Ван дер Пул предводио групу у потјери за њим и достигли су га на око 60 km до циља, након чега је Ван дер Пул поново напао, што су пратили само Педерсен и Лоренс Пичи, који је отпао на 35 km до циља. Радили су заједно до циља, Педерсен је био на челу у последњем километру, почео је да спринта рано и побиједио је, освојивши прво класик у сезони. У августу је освојио Дојчланд тур 22 секунде испред Денија ван Попела, уз двије етапне побједе, док је Милан остварио три, чиме је тим Лидл—трек освојио све етапе на трци. Почетком септембра је возио друмску трку на Европском првенству, гдје је Ван дер Пул напао 113 km до циља, што су пратили Матео Трентин и Мик Теунисен и достигли су бјегунце, али их је група брзо достигла све. Ван дер Пул је напао поново на 87 km до циља, што су прво пратили Трентин и Микел Бјерг, а затим их је достигло још возача, али их је главна група поново достигла. На 55 km до циља је напао Педерсен, што су пратили Ван дер Пул, Кристоф Лапорт и Ван Попел, који су стекли преко 20 секунди предности, али је на челу групе радио Едоардо Афини за Италију и њихова предност се смањивала. Достигнути су на 26 km до циља, након чега су неколико пута нападали Педерсенови сувозачи из Данске Серен Краг Андерсен и Каспер Асгрен, али их је група достизала. У спринту је завршио на шестом мјесту, а побиједио је Тим Мерлије. Сезону је наставио на Тур де Луксембургу, гдје је остварио побједу на другој етапи у спринту испред Ван дер Пула, док је хронометар на четвртој етапи завршио на трећем мјесту, 11 секунди иза Хуана Ајуса и четири секунде иза Антонио Тибери Антонија Тиберија. је губио вријеме, а на последњој, петој етапи, напустио је трку. У финишу сезоне возио је друмску трку на Свјетском првенству, гдје је Погачар напао на 100 km до циља, што нико није пратио, а затим је достигао бјегунце након што је Јан Тратник отпао из бијега да ради за њега. У групи иза су радили Белгијанци а након што су сви отпали, напао је Ремко Евенепул и одвојила се група од 17 возача. Послије нових напада Ван дер Пула и Евенепула, у групи је остало 12 возача, Педерсен је отпао и завршио је на 13 мјесту, одспринтавши групу која је дошла на циљ скоро четири минута иза Погачара. Године 2025. је освојио Гент—Вевелгем по трећи пут, завршио је Ронде ван Фландерен на другом мјесту и Париз—Руве на трећем, након чега је освојио класификацију по поенима на Ђиро д’Италији из четири етапне побједе и носио је розе мајицу за лидера трке на шест етапа.